# Chilostoma cingulatum
Chilostoma cingulatum е вид охлюв от семейство Helicidae.

## Разпространение
Този вид е разпространен в Австрия, Германия, Италия, Лихтенщайн, Словения, Франция и Швейцария.

## Галерия
- Chilostoma cingulatum anauniense
- Chilostoma cingulatum apuanum
- Chilostoma cingulatum apuanum
- Chilostoma cingulatum apuanum
- Chilostoma cingulatum baldense
- Chilostoma cingulatum colubrinum
- Chilostoma cingulatum nicatis
- Chilostoma cingulatum preslii
- Chilostoma cingulatum preslii